# Grant Green
Grant Douglas Green (Saint Louis, 6 giugno 1935 – New York, 31 gennaio 1979) è stato un chitarrista e compositore statunitense di musica jazz.

## Biografia
Grant Green ebbe le prime esperienze professionali in ambito musicale all'età di tredici anni come chitarrista in un gruppo gospel, che si esibiva regolarmente nelle chiese locali. In seguito suonò, sempre in ambito locale in gruppi di rhythm and blues e infine di jazz. Il vero esordio importante lo fece a metà degli anni cinquanta, suonando con il trombettista Harry Edison, con il sassofonista Jimmy Forrest e con il batterista Elvin Jones (la prima volta che Jones lo sentì suonare ne rimase impressionato). La prima registrazione discografica fu in All the Gin Is Gone, un album di Jimmy Forrest del 1959 per la Delmark Records, affiancato da Elvin Jones.
Il suo primo disco da leader lo incise nel 1960 per la storica Blue Note Records, dopo essere stato introdotto dal sassofonista Lou Donaldson. Green il cui stile si ispira, tra gli altri a Charlie Christian, nel 1962 vinse il Down Beat New Star Award come miglior chitarrista jazz dell'anno.
Tra le molte collaborazioni musicali si ricordano soprattutto quelle in cui suonò (e incise) con Sonny Clark, Ike Quebec, Hank Mobley, Stanley Turrentine, McCoy Tyner, Lou Donaldson, Larry Young, (oltre al già citato Elvin Jones). Particolarmente significativo il sodalizio con il sassofonista Joe Henderson. Morì alla fine di gennaio del 1979 a causa di un attacco cardiaco.

## Discografia
come Leader
- 1960-1961 - First Session (Blue Note Records,  7243 5 27548-2) pubblicato nel 2001
- 1961 - Grant's First Stand (Blue Note Records, BLP 4064)
- 1961 - Green Blues (Muse Records, MR-5014) pubblicato nel 1973
- 1961 - Green Street (Blue Note Records, BLP 4071)
- 1961 - Sunday Mornin' (Blue Note Records, BLP 4099)
- 1961 - Grantstand (Blue Note Records, BLP 4086)
- 1961 - Remembering (Blue Note Records, GXK 8167) pubblicato nel 1980
- 1961 - Gooden's Corner (Blue Note Records, GXF-3058) pubblicato nel 1979
- 1961-1962 - Born to Be Blue (Blue Note Records, BST 84432) pubblicato nel 1985
- 1962 - Nigeria (Blue Note Records, LT-1032) pubblicato nel 1980
- 1962 - Oleo (Blue Note Records, GXF-3085) pubblicato nel 1980
- 1962 - The Latin Bit (Blue Note Records, BLP 4111)
- 1962 - Goin' West (Blue Note Records, BST 84310) pubblicato nel 1969
- 1962 - Feelin' the Spirit (Blue Note Records, BLP 4132)
- 1963 - Blues for Lou (Blue Note Records, 7243 5 21438 2)
- 1963 - Am I Blue (Blue Note Records, BLP 4139)
- 1963 - Idle Moments (Blue Note Records, BLP 4154)
- 1964 - Matador (Blue Note Records, GXF-3053) pubblicato nel 1979
- 1964 - Solid (Blue Note Records, LT-990) pubblicato nel 1980
- 1964 - Talkin' About! (Blue Note Records, BLP 4183)
- 1964 - Street of Dreams (Blue Note Records, BLP 4253) pubblicato nel 1967
- 1965 - I Want to Hold Your Hand (Blue Note Records, BLP 4202)
- 1965 - His Majesty King Funk (Verve Records, V/V6 8627)
- 1967 - Iron City! (Cobblestone Records CST 9002) pubblicato nel 1972
- 1969 - Carryin' On (Blue Note Records, BST 84327)
- 1970 - Green Is Beautiful (Blue Note Records, BST 84342)
- 1970 - Alive! (Blue Note Records, BST 84360)
- 1971 - Live at Club Mozambique (Blue Note Records) pubblicato nel 2006
- 1971 - Visions (Blue Note Records, BST 84373)
- 1971 - Shades of Green (Blue Note Records, BST 84413) pubblicato nel 1972
- 1971 - The Final Comedown (Blue Note Records, BST 84415)
- 1972 - Live at the Lighthouse (Blue Note Records, BN-LA 037-G2)
- 1976 - The Main Attraction (Kudu Records, KU-29)
- 1978 - Easy (Versatile Records, MSG 6002)